# Afon Cynrig
Afon Cynrig är ett vattendrag i Storbritannien.   Det ligger i kommunen Powys och riksdelen Wales, i den södra delen av landet, 230 km väster om huvudstaden London.